# Schweinegrube
Die Schweinegrube ist ein am 1. Mai 1981 vom Landratsamt Böblingen durch Verordnung ausgewiesenes Landschaftsschutzgebiet auf dem Gebiet der Stadt Herrenberg.

## Lage und Beschreibung
Das Schutzgebiet liegt zwischen Herrenberg und Mönchberg unmittelbar östlich der Autobahn 81 vor dem Südportal des Schönbuchtunnels am Schönbuchrand. Es ist durch großflächige Streuobstbestände an einem südwestexponierten Hang geprägt, die dem strukturreichen Waldrand des Schönbuchs vorgelagert sind.

## Schutzzweck
Wesentlicher Schutzzweck ist die „Erhaltung der Wiesen und Obstbaumbestände, die den landschaftlichen Charakter des Schönbuchrandes bestimmen.“

## Zusammenhängende Schutzgebiete
Das Landschaftsschutzgebiet grenzt im Norden an das Landschaftsschutzgebiet Schönbuch und im Osten an das Landschaftsschutzgebiet Schönbuchrand von der Regierungsbezirksgrenze im SO des Landkreises bis zum Gewann „Horn“ und Gemarkung Gültstein und ist damit Teil eines weitaus größeren Schutzgebietskomplexes. Es überschneidet sich in Teilen mit dem FFH-Gebiet Schönbuch und enthält zwei flächenhafte Naturdenkmale: den Pflanzenstandort Klotzberg und den Pflanzenstandort Moltscher.